# Oukoop (Bodegraven-Reeuwijk)
Oukoop is een buurtschap behorende tot de gemeente Bodegraven-Reeuwijk in de Nederlandse provincie Zuid-Holland. Het ligt tussen aan de Reeuwijkse Plassen en heeft 60 inwoners. Voor de postadressen ligt Oukoop in Reeuwijk-Brug.
Oorspronkelijk was Oukoop een zelfstandige heerlijkheid, tot het per 1 januari 1812 onderdeel ging uitmaken van de gemeente Waarder in de provincie Utrecht. Op 1 januari 1818 werd Oukoop een zelfstandige gemeente, die per 1 januari 1821 in de provincie Zuid-Holland kwam te liggen. De gemeente werd ook wel Oukoop en Kortenhoeve genoemd. Op 19 augustus 1857 werd Oukoop onderdeel van de gemeente Hekendorp. Aangezien Oukoop niet tegen het grondgebied van Hekendorp aan lag, werd het een exclave van deze gemeente. In 1964 werd Hekendorp onderdeel van de gemeente Driebruggen, dat in 1989 onderdeel werd van de gemeente Reeuwijk.

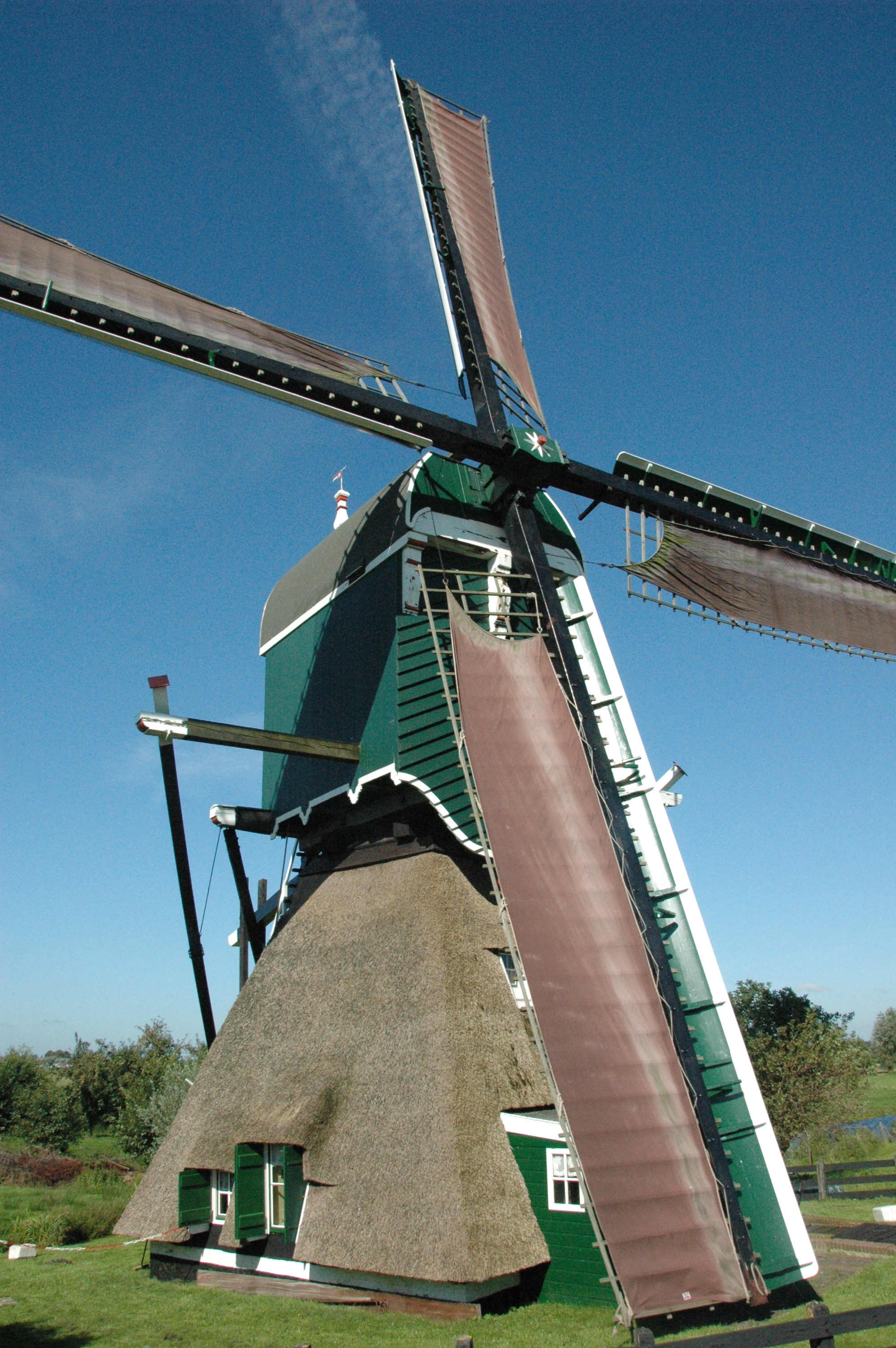
Oukoopse Molen, gemeente Reeuwijk